# Moschiano
Moschiano är en ort och kommun i provinsen Avellino i regionen Kampanien i Italien. Kommunen hade 1 664 invånare (2017).